# Carpiodes carpio
Carpiodes carpio, engl. River Carpsucker, ist eine Fischart aus der Familie der Saugkarpfen und in Nordamerika beheimatet. Er ist mit dem Highfin Carpsucker (Carpiodes velifer) und dem Quillback (Carpiodes cyprinus) eng verwandt.

## Vorkommen
Carpiodes carpio kommt ursprünglich im Mississippi-Flusssystem vor, außerdem von den Bundesstaaten Pennsylvania bis Montana. Sehr verbreitet ist er in Tennessee. Auch in den Flüssen des Golfs von Mexiko wie dem Calcasieu River oder dem Rio Grande in Texas, sowie den Bundesstaaten Louisiana und New Mexico ist er heimisch geworden. Mittlerweile trifft man ihn auch im Eriesee und dem unteren Maumee River in Ohio an. Dort wurde er in den Jahren 1920 bis 1930 versehentlich mit einem Besatz von Buffalo Fischen (Ictiobus ssp.) in das Gewässer eingebracht. Es liegen noch keine Studien darüber vor, inwieweit sich die Population von Carpiodes carpio dort ausgebreitet hat. Da jedoch natürliche Feinde fehlen, geht man von einem Wachstum aus. Die Fische leben überwiegend in Flüssen und Stauseen, wobei sie langsam fließende große und tiefe Flüsse mit Sand- oder Schlammboden bevorzugen. Jungfische dagegen halten sich eher in Schwärmen in Nebenarmen und kleinen Flüssen auf. Im Allgemeinen zeigt die Spezies eine gute Anpassung an verschiedene aquatische Lebensräume. Auch im flacheren Wasser kommt er vor, sobald dort genügend organisches Material als Nahrungsgrundlage vorhanden ist.

## Beschreibung
Der Fisch besitzt eine charakteristische Lippe, ein unterständiges Maul, hat einen leicht gebogenen Rücken und eine komprimierte Körperform. Die Rückenflosse besteht aus 18 Flossenstrahlen. Der Rücken ist olivbraun. Bei Jungtieren sind die Flossen zumeist noch farblos, werden bei älteren Exemplaren dunkelgelb. Carpiodes carpio hat eine Durchschnittslänge von 34 Zentimetern, kann aber auch Längen von 64 Zentimetern erreichen. Der größte bislang mit der Angel gefangene River Carpsucker wog 6,01 Kilogramm bei einer Länge von 71 Zentimetern und wurde 1999 in einem Sandpit im Bundesstaat Nebraska gefangen. Männliche Tiere zeigen auf der Kopfpartie zeitweise einen perlenartigen Laichausschlag.

## Lebensweise
Carpiodes carpio lebt benthopelagisch und ernährt sich überwiegend von Detritus, Algen, kleinen Krebstieren und Insektenlarven, die er am Gewässergrund vom schlammigen Boden herausfiltert. In den von ihm bewohnten Gewässern hat er kaum Fraßkonkurrenz. Jungfische von Carpiodes carpio werden häufig von Raubfischen wie Hechten, Muskellungen, Glasaugenbarschen und Forellenbarschen erbeutet. Auch Kanadareiher gehören zu seinen natürlichen Feinden. Seine Lebenserwartung liegt normalerweise zwischen zwei und vier Jahren, obwohl einige Exemplare auch bis zu zehn Jahre alt werden können. Die Fischart erreicht ihre Geschlechtsreife mit zwei bis drei Jahren. Sie wandern bis zu 10 Kilometer stromabwärts. Dort laichen sie im Frühjahr bei Wassertemperaturen zwischen 18 und 19 °C ab, wobei das Weibchen bis zu 100.000 Eier produzieren kann.

## Wirtschaftliche Bedeutung
Der River Carpsucker ist in einigen Regionen der USA ein Sportfisch.